# كارل إيفال هاس
كارل إيفال هاس (بالألمانية: Karl Ewald Hasse)‏ هو أستاذ جامعي وطبيب ألماني، ولد في 23 يونيو 1810 في درسدن في ألمانيا، وتوفي في 26 سبتمبر 1902 في هانوفر في ألمانيا.